# Campeonato Nacional de Basquete Masculino de 1998
O Campeonato Nacional de Basquete Masculino de 1998 (9ª edição) foi um torneio realizado a partir de 18 de janeiro até 20 de maio de 1998 por catorze equipes representando seis estados.

## Participantes
Bandeirantes, Barueri/SP

 COC/Ribeirão Preto, Ribeirão Preto/SP

 Corinthians, Santa Cruz do Sul/RS

 Flamengo, Rio de Janeiro/RJ

 Franca, Franca/SP

 Joinville-ABAJ, Joinville/SC

 Londrina, Londrina/PR

 Minas, Belo Horizonte/MG

 Mogi das Cruzes, Mogi das Cruzes/SP

 Palmeiras, São Paulo/SP

 Pinheiros, São Paulo/SP

 Rio Claro, Rio Claro/SP

 Tijuca, Rio de Janeiro/RJ

 Vasco, Rio de Janeiro/RJ

## Regulamento

### Fórmula de disputa
O Campeonato Nacional de Basquete Masculino foi disputado por 14 equipes em duas fases:
- Fase classificatória: As 14 equipes disputaram partidas em um sistema de turno e returno, em que enfrentaram todos os adversários em seu mando de quadra e fora dele.
- Playoffs: As oito equipes classificadas jogaram num sistema mata mata e a vencedora desses foi declarada Campeã Nacional de Basquete Masculino de 1998. É dividida em três partes: 
  - Quartas de final: Foi disputada pelas equipes que passaram da primeira fase, seguindo a lógica: (1ª x 8ª); (2ª x 7ª); (3ª x 6ª); (4ª x 5ª). Estas jogaram partidas em melhor de três (jogos), sendo um mando de campo para cada e o jogo de desempate, se houvesse, no ginásio da equipe com o melhor índice técnico da fase classificatória.
  - Semifinais: Foi disputada pelas equipes que passaram das quartas de final, seguindo a lógica: vencedor A x vencedor D e vencedor B x vencedor C. Estas jogaram partidas em melhor de cinco (jogos), sendo dois mandos de campo para cada e o jogo de desempate, se houvesse, no ginásio da equipe com o melhor índice técnico da fase classificatória.
  - Final: Foi disputada entre as duas equipes vencedoras das semifinais, em melhor de cinco (jogos), sendo dois mandos de campo para cada e o jogo de desempate, se houvesse, no ginásio da equipe com o melhor índice técnico da fase classificatória. A equipe vencedora foi declarada campeã da competição.

### Critérios de desempate
1º: Confronto direto

2º: Saldo de cestas dos jogos entre as equipes

3º: Melhor cesta average (se o empate foi entre duas equipes)

4º: Sorteio

### Pontuação
Vitória: 2 pontos

Derrota: 1 ponto

Não comparecimento: 0 pontos

## Classificação
| 1  | Polti/COC/Ribeirão Preto | 45 | 26 | 19 | 7  | 2530 | 2409 | 1,05023 |
| 2  | Vasco da Gama            | 44 | 26 | 18 | 8  | 2487 | 2396 | 1,03798 |
| 3  | Franca/Marathon          | 43 | 26 | 17 | 9  | 2450 | 2249 | 1,08937 |
| 4  | Mogi/Report/Valtra       | 42 | 26 | 16 | 10 | 2357 | 2245 | 1,04989 |
| 5  | Rio Claro/Brastemp       | 42 | 26 | 16 | 10 | 2385 | 2331 | 1,02317 |
| 6  | Banco Bandeirantes       | 42 | 26 | 16 | 10 | 2735 | 2628 | 1,04072 |
| 7  | Palmeiras                | 41 | 26 | 15 | 11 | 2438 | 2379 | 1,02480 |
| 8  | Flamengo/Petrobras       | 39 | 26 | 13 | 13 | 2422 | 2361 | 1,02584 |
| 9  | Grêmio/Londrina          | 39 | 26 | 13 | 13 | 2230 | 2286 | 0,97550 |
| 10 | Corinthians/Lacta        | 38 | 26 | 12 | 14 | 2320 | 2393 | 0,96949 |
| 11 | Joinville-ABAJ/Douat     | 36 | 26 | 10 | 16 | 2367 | 2498 | 0,94756 |
| 12 | Minas/Suggar/MRV         | 33 | 26 | 7  | 19 | 2033 | 2147 | 0,94690 |
| 13 | Tijuca/Bingo             | 31 | 26 | 5  | 21 | 1906 | 2069 | 0,92122 |
| 14 | Pinheiros/Blue Life      | 31 | 26 | 5  | 21 | 2250 | 2519 | 0,89321 |

|  |                                           |
|  | Zona de classificação às quartas de final |

## Fase final
|  | Quartas de final | Quartas de final         | Quartas de final   | Quartas de final | Quartas de final | Quartas de final | Quartas de final | Quartas de final   |                          |     | Semifinal | Semifinal | Semifinal | Semifinal | Semifinal | Semifinal | Semifinal | Semifinal |  |  | Final | Final                    | Final | Final | Final | Final | Final | Final |
|  |                  |                          |                    |                  |                  |                  |                  |                    |                          |     |           |           |           |           |           |           |           |           |  |  |       |                          |       |       |       |       |       |       |
|  | 1                | Ribeirão Preto/Polti/COC | 93                 | 93               | 79               |                  |                  | 2                  |                          |     |           |           |           |           |           |           |           |           |  |  |       |                          |       |       |       |       |       |       |
|  | 8                | Flamengo/Petrobras       | 76                 | 97               | 78               |                  |                  | 1                  |                          |     |           |           |           |           |           |           |           |           |  |  |       |                          |       |       |       |       |       |       |
|  | 8                | Flamengo/Petrobras       | 76                 | 97               | 78               |                  | 1                | 1                  | Ribeirão Preto/Polti/COC | 92  | 82        | 85        | 85        |           | 3         |           |           |           |  |  |       |                          |       |       |       |       |       |       |
|  |                  |                          |                    |                  |                  |                  |                  |                    | Ribeirão Preto/Polti/COC | 92  | 82        | 85        | 85        |           | 3         |           |           |           |  |  |       |                          |       |       |       |       |       |       |
|  |                  | 5                        | Rio Claro/Brastemp | 87               | 86               | 84               | 73               |                    | 1                        |     |           |           |           |           |           |           |           |           |  |  |       |                          |       |       |       |       |       |       |
|  | 4                | 5                        | Rio Claro/Brastemp | 87               | 86               | 84               | 73               | Mogi/Report/Valtra | 1                        | 74  | 90        |           |           |           | 0         |           |           |           |  |  |       |                          |       |       |       |       |       |       |
|  | 4                |                          |                    |                  |                  |                  |                  | Mogi/Report/Valtra |                          | 74  | 90        |           |           |           | 0         |           |           |           |  |  |       |                          |       |       |       |       |       |       |
|  | 5                | Rio Claro/Brastemp       | 81                 | 100              |                  |                  |                  | 2                  |                          |     |           |           |           |           |           |           |           |           |  |  |       |                          |       |       |       |       |       |       |
|  |                  |                          |                    |                  |                  |                  |                  |                    |                          |     |           |           |           |           |           |           |           |           |  |  | 1     | Ribeirão Preto/Polti/COC | 93    | 87    | 71    | 80    | 73    | 2     |
|  |                  |                          | 3                  | Franca/Marathon  | 83               | 85               | 87               | 82                 | 83                       | 3   |           |           |           |           |           |           |           |           |  |  |       |                          |       |       |       |       |       |       |
|  | 3                | Franca/Marathon          | 102                | 115              |                  |                  |                  | 2                  |                          |     |           |           |           |           |           |           |           |           |  |  |       |                          |       |       |       |       |       |       |
|  | 6                | Banco Bandeirantes       | 91                 | 105              |                  |                  |                  | 0                  |                          |     |           |           |           |           |           |           |           |           |  |  |       |                          |       |       |       |       |       |       |
|  | 6                | Banco Bandeirantes       | 91                 | 105              |                  | 3                | Franca/Marathon  | 0                  | 91                       | 100 | 100       | 79        |           | 3         |           |           |           |           |  |  |       |                          |       |       |       |       |       |       |
|  |                  |                          |                    |                  |                  |                  |                  |                    | 91                       | 100 | 100       | 79        |           | 3         |           |           |           |           |  |  |       |                          |       |       |       |       |       |       |
|  |                  | 2                        | Vasco da Gama      | 101              | 87               | 85               | 74               |                    | 1                        |     |           |           |           |           |           |           |           |           |  |  |       |                          |       |       |       |       |       |       |
|  | 2                | 2                        | Vasco da Gama      | 101              | 87               | 85               | 74               | Vasco da Gama      | 1                        | 91  | 86        | 109       |           |           | 2         |           |           |           |  |  |       |                          |       |       |       |       |       |       |
|  | 2                |                          |                    |                  |                  |                  |                  | Vasco da Gama      |                          | 91  | 86        | 109       |           |           | 2         |           |           |           |  |  |       |                          |       |       |       |       |       |       |
|  | 7                | Palmeiras                | 93                 | 83               | 105              |                  |                  | 1                  |                          |     |           |           |           |           |           |           |           |           |  |  |       |                          |       |       |       |       |       |       |

## Finais[1]

### Primeiro jogo
| 8 de maio 21:00 |  | Ribeirão Preto/Polti/COC | 93–83 | Franca/Marathon |  | Araras (Ginásio Nelson Rüegger) |  |

### Segundo jogo
| 10 de maio 19:00 |  | Franca/Marathon | 85–87 | Ribeirão Preto/Polti/COC |  | Franca |  |

### Terceiro jogo
| 15 de maio 21:00 |  | Franca/Marathon | 87–71 | Ribeirão Preto/Polti/COC |  | Franca |  |

### Quarto jogo
| 17 de maio 19:30 |  | Ribeirão Preto/Polti/COC | 80–82 | Franca/Marathon |  | Araras (Ginásio Nelson Rüegger) |  |

### Quinto jogo
| 20 de maio 20:30 |  | Ribeirão Preto/Polti/COC | 73–83 | Franca/Marathon |  | Araras (Ginásio Nelson Rüegger) |  |

0
| Campeonato Nacional de Basquete Masculino 1998  |
| ----------------------------------------------- |
| Franca/Marathon Campeão (10° título Brasileiro) |